# ۵۴۶ (خورشیدی)
۵۴۶ پانصد و چهل و ششمین سال هجری خورشیدی است.